# メヒコ (レストラン)
メヒコは、シーフード料理を主力とするレストラン。

## 概要
1970年、メヒコ商事が福島県いわき市にカニピラフを主体とする「メヒコ　フラミンゴ館」を出店。これを皮切りに福島県と茨城県を中心に、東北・関東圏にシーフードレストラン「メヒコ」を展開。東京都や沖縄県、台湾に出店するなどの店舗展開を行った。レストラン事業のほかに、ラン栽培にも進出し、多角化を進めていた。
2005年9月30日に、東京地裁に民事再生の開始手続きを申し立てを行った。その後、2006年に株式会社イーケーシーの100%子会社となり、本社を福島県から、親会社と同じ場所（東京都台東区寿）に移して、レストランの運営を継続。現在は福島県・茨城県・東京都に店舗網を絞って営業を続けている。

## 主な特徴
シーフードを得意とするレストラン。看板メニューはカニピラフである。蟹がピラフの上に殻のまま乗った状態で提供されるというのが特徴的で、客は殻から身をほぐしながら食べることが出来る。なお、カニピラフはテイクアウト可能。過去にはネット通販や一部のスーパーマーケットで、冷凍のものを販売していたが、メヒコ店舗でのつくりたて折詰のみとなっている。
南国を意識している「フラミンゴ館」とよぶ店舗（6店舗）がある。「フラミンゴ館」では店内でフラミンゴが飼育されており、フラミンゴを見ながら食事ができる。「フラミンゴ館」では、テーブルには『フラミンゴQ&A』がある。創業者がメキシコに行ったときにフラミンゴの群れを見て感動したのが、飼育するきっかけ。フラミンゴの寿命は50年から60年程度である。過去にはフラミンゴだけでなく、サルを見ながら食事ができる「モンキー館」も存在した。
かつては熱帯魚を見ながら食事ができる「いわき水族館」店も存在したが、東日本大震災の影響のための休業を経て、2020年12月18日に「メヒコ シャークワールド」としてリニューアルオープンした。「東京ベイ有明館」店には8mの水槽を有する。2015年4月15日にオープンした足立区役所店には、店舗の入口には正面には幅3メートル、高さ1メートル、奥行き65センチメートルの大型アクアリウム（熱帯魚水槽）が置かれている。

## メニュー
以下に代表的なメニューの一部を挙げる。

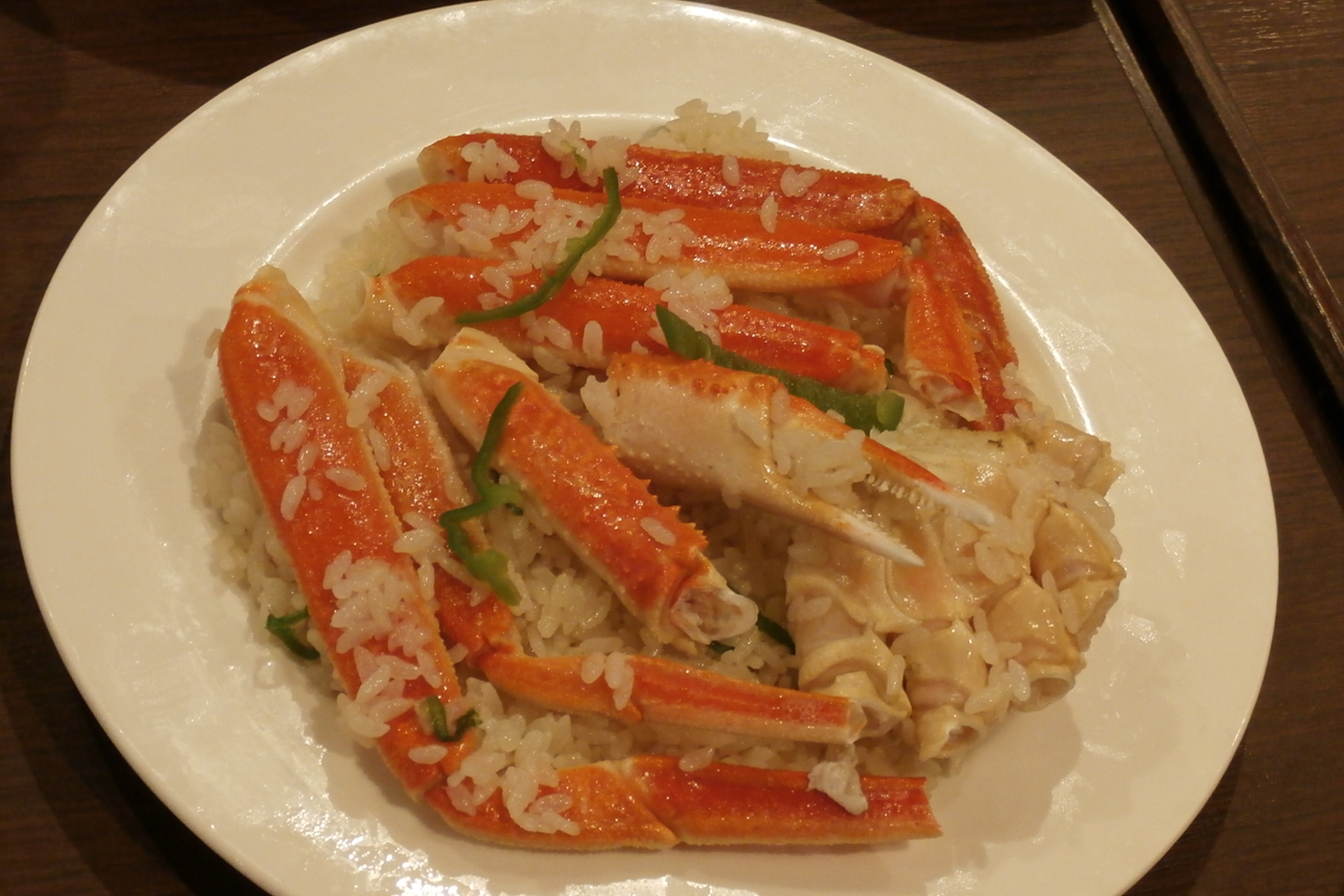
メヒコのカニピラフ

- カニピラフ - 殻付か、むき身かを選ぶことができる。
- メヒコピラフ
  - ウニピラフ
  - ビーフピラフ
  - メヒコ風パエリア
- タラバガニのお刺身
- かに味噌焼き
- ソフトシェルクラブ
- ズワイガニ
- タラバガニ

## 店舗展開
レストラン事業 15店舗を展開している。

### フラミンゴ館
- いわきフラミンゴ館 (福島県いわき市)
- 郡山フラミンゴ館 (福島県郡山市)
- つくばフラミンゴ館 (茨城県つくば市)
- 水戸フラミンゴ館 (茨城県ひたちなか市)
- 守谷フラミンゴ館 (茨城県守谷市)
- 山形フラミンゴ館 (山形県山形市)※2020年4月閉店

### 水族館
- シャークワールド (福島県いわき市)
- アクアワールド (茨城県日立市)
- 東京ベイ有明館 (東京都江東区)

### オーシャンビュー
- いわきマリンタワー店 (福島県いわき市)
- 大洗店 (茨城県東茨城郡)

### その他の店舗
- お台場店 (東京都港区)※2020年8月閉店
- 北茨城店 (茨城県北茨城市)
- 福島店 (福島県福島市)
- 浅草店 (東京都台東区)
- 足立区役所店 (東京都足立区)※2020年3月閉店

- 日本橋かに福 本店 (東京都中央区)
- 日本橋かに福 コレド室町店 (東京都中央区) ※株式会社イーケーシー直営